# Kunigunde von Habsburg
Kunigunde von Habsburg (* um 1230) war eine der zwei Töchter von Albrecht von Habsburg und der Heilwig von Kyburg und Schwester (die andere Schwester war Nonne im Kloster Adelhausen, ihr Name ist nicht überliefert) von Rudolf I. Sie ist nicht zu verwechseln mit Kunigunde von Österreich.
Sie heiratete in erster Ehe Heinrich III., Graf von Stühlingen und Küssaberg, letzter männlicher Nachkomme aus dem Geschlecht der Grafen von Küssenberg, der ohne Nachkommen 1250 verstarb. Die Ehe blieb kinderlos.
In zweiter Ehe heiratete sie um 1250 Otto II. von Ochsenstein aus dem Geschlecht der Ochsensteiner mit Sitz auf der Burg Ochsenstein. Sie hatten folgende Kinder:
- Otto IV., Herr von Ochsenstein  ⚭ Kunigunde von Lichtenberg;
- Katharina von Ochsenstein ⚭ 1. Emicho von Leiningen (ein Sohn von Emich IV.); ⚭ 2. Johann von Sponheim-Starkenburg
- Johannes von Ochsenstein
- Adelheid von Ochsenstein ⚭ 1. Berthold II. von Neuenburg, Graf von Strassberg; ⚭ 2. Rudolf II, Markgraf von Baden
- Guota von Ochsenstein ⚭  Donat von Vaz
- Simunt von Ochsenstein
- Anna von Ochsenstein ⚭ Eberhard I. von Katzenelnbogen